# Emiel Moyson
Emilius Carolus Augustus Moyson (Gent, 9 januari 1838 - Luik, 1 december 1868) was een Belgisch dichter en voorvechter van zowel de Vlaamse Beweging als de arbeidersbeweging. 

## Levensloop
Hij werd te Gent geboren als Emiel Trossaert en groeide op in een liberaal milieu. Zijn Waalse moeder overleed enkele dagen na zijn geboorte. Hij deed zijn middelbare studies aan het Koninklijk Atheneum aan de Ottogracht. Zijn leraar, Jacob Heremans, wakkerde zijn Vlaamsgezindheid aan. Zijn vader August liet in 1856 zijn naam veranderen in Moyson, zodat ook Emiels familienaam veranderde. Moyson had al in 1855 de prijs voor Nederlandse taalkunde gekregen en werd tijdens zijn laatste atheneumjaar lid en 'geheimschrijver' van het Gentse, vrijzinnige Taalminnend Studentengenootschap 't Zal Wel Gaan. Nadien studeerde hij korte tijd geneeskunde aan de Gentse universiteit.
Moyson woonde in juni 1857 voor het eerst een bijeenkomst bij van de Broederlijke Maatschappij der Wevers, de eerste vakbond in België, dat datzelfde jaar op 4 maart gesticht was. Emiel ontpopte zich al snel tot de eerste 'organische' intellectueel in de arbeidersbeweging. Moyson stopte in 1858 zijn studie en verhuisde naar Brussel waar hij onder meer lid werd van Vlamingen Vooruit, een vereniging van 'voorstanders van een eerlijke en regtzinnige uitvoering van de Belgische grondwet' op Vlaams en sociaal gebied. Hij bleef de verbindingsman tussen de arbeidersbewegingen van Brussel en Gent. Moyson trad toe tot het Vlaamsch Verbond en werd lid nummer 37 van de afdeling van de Eerste Internationale, waar hij in 1868 de Gentse Klauwaards vertegenwoordigde. Hij onderschreef het manifest van de Vlaamse landdagen om het gebruik van het Nederlands in de rechtbanken te eisen, nam deel aan de Nederlandsche Taal en Letterkundige Congressen, onder meer aan het zevende congres, waar hij samen met Jacob Heremans en kanunnik Jan Baptist David het taalparticularisme van Hugo Verriest en Guido Gezelle hekelde, en engageerde zich voor de Vlaamse grievencommissie. Hij ijverde tegen het coalitieverbod (oprichting van vakbonden), tegen het lotingsysteem, voor coöperatieven, algemeen kiesrecht en verplicht onderwijs in de volkstaal en steunde Lincoln, Juarez en Garibaldi. Een door tuberculose ondermijnde Moyson stierf op 1 december 1868 op dertigjarige leeftijd bij zijn broer te Haut-Prez nabij Luik. 
Na zijn dood ontstond een ware Moysoncultus. Edward Anseele schreef een biografische roman over hem (Voor't volk geofferd, 1880), Virginie Loveling vertelde in de novelle Nopken (1907) over een ontmoeting met Moyson, in Gentbrugge kreeg hij een straatnaam en verscheidene Belgische verbonden van de Socialistische Mutualiteiten werden naar hem vernoemd.